# Papillon (mécanique)
Pour les articles homonymes, voir Papillon (homonymie).

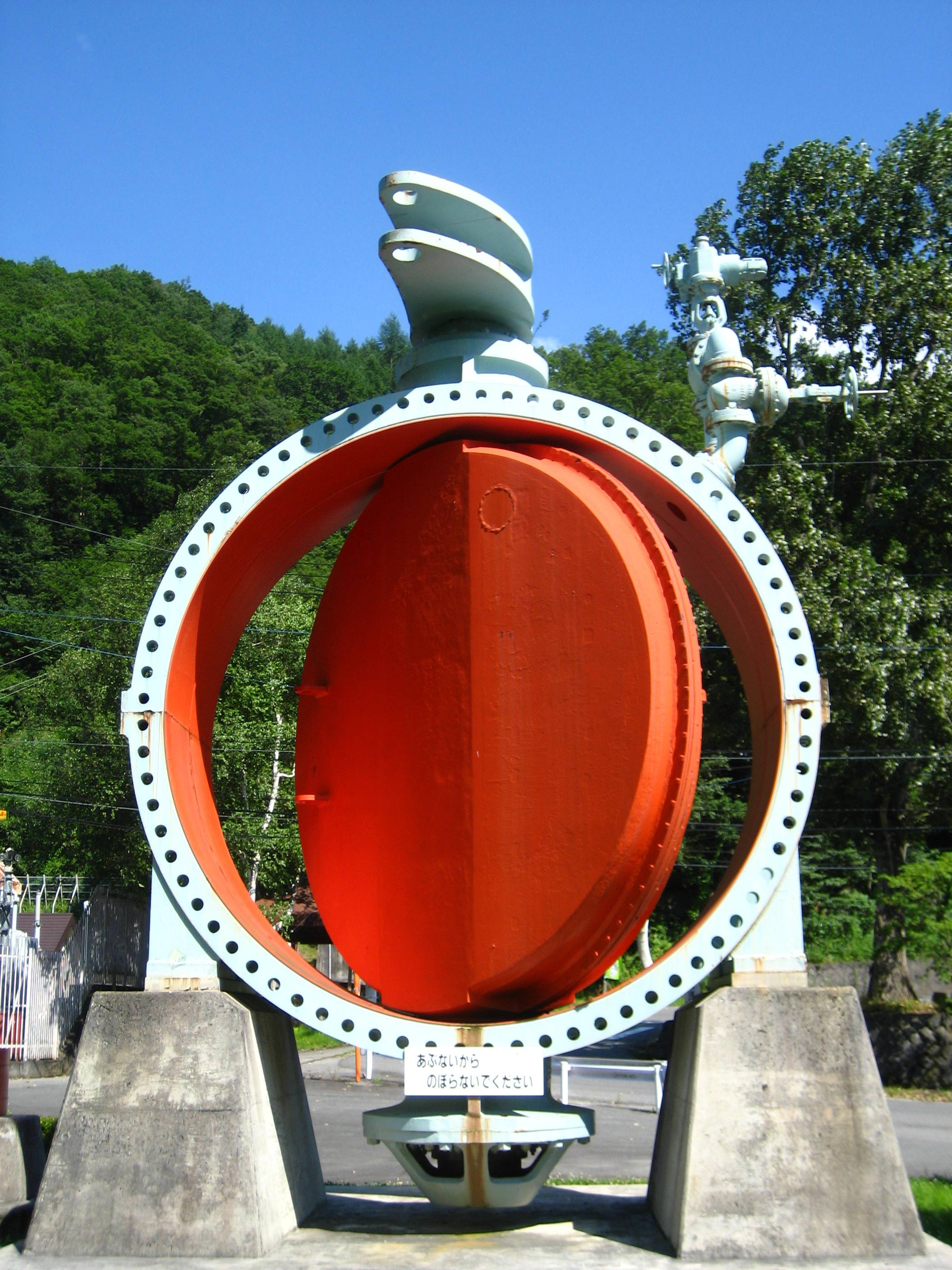
Papillon d'une conduite hydraulique.

En mécanique, un papillon, ou valve papillon, est un volet orientable, permettant d’ouvrir ou de fermer un conduit de fluide. Dans les moteurs à combustion interne, il désigne une valve présente dans la tubulure d'admission et permettant de réguler le flux de carburant injecté dans la chambre de combustion et/ou de réaliser des charges stratifiées.